# 7600 Vacchi
7600 Vacchi (1994 RB1) là một tiểu hành tinh vành đai chính được phát hiện ngày 9 tháng 9 năm 1994 bởi V. S. Casulli ở Colleverde.